# Mina El Hammani
Mina El Hammani (ur. 29 listopada 1993 w Madrycie) – hiszpańska aktorka i modelka, znana przede wszystkim z serialu Szkoła dla elity, wyprodukowanego przez serwis Netflix.

## Życiorys
Urodziła się 29 listopada 1993 w Madrycie. Jej rodzice pochodzą z Maroka. Grała w teatrze od 2013 roku. Rozpoczęła aktorską karierę w 2015 roku, gdy wystąpiła w serialach Centro médico i El Principe. Po raz pierwszy zagrała w głównej roli w serialu Servir y proteger w 2017 roku, a po raz drugi w serialu Szkoła dla Elity, który odniósł ogromny sukces i przyniósł aktorce rozgłos.

## Filmografia
| Rok         | Tytuł                                             | Rola                 |
| ----------- | ------------------------------------------------- | -------------------- |
| 2015        | Centro médico                                     | Amina                |
| 2015 - 2016 | El Príncipe                                       | Nur                  |
| 2017        | La que se avecina                                 | Fátima               |
| 2017        | The State                                         | dziewczyna w sklepie |
| 2017 - 2018 | Servir y proteger                                 | Salima Ben Ahmed     |
| 2018-2020   | Szkoła dla elity                                  | Nadia Shanaa         |
| 2019        | Hernán                                            | Aisha (młoda)        |
| 2021        | El internado: Las Cumbres                         | Elvira               |
| 2021        | Szkoła dla elity - krótkie historie: Nadia Guzman | Nadia Shanaa         |